# Gillo Dorfles
Gillo Dorfles, all'anagrafe Angelo Eugenio Dorfles (Trieste, 12 aprile 1910 – Milano, 2 marzo 2018), è stato un critico d'arte, pittore e filosofo italiano.

## Biografia
Nato a Trieste in Austria-Ungheria da Carlo Dorfles, ingegnere navale goriziano di origine ebraica e madre ebrea genovese, Emilia Treves, si laureò in Medicina, con specializzazione in Psichiatria. Incuriosito dai disegni astratti che suo padre amava fare, parallelamente agli studi in ambito medico sin dai primi anni trenta si dedicò allo studio della pittura, dell'estetica e in generale delle arti. La conoscenza dell'antroposofia di Rudolf Steiner, acquisita a partire dal 1934 grazie alla partecipazione a un ciclo di conferenze a Dornach, orienta la sua arte pittorica verso il misticismo, denotando una vicinanza più ai temi dominanti dell'area mitteleuropea che a quelli propri della pittura italiana coeva.
Professore di Estetica presso le Università degli Studi di Milano, di Cagliari e di Trieste, nel 1948 fondò, insieme ad Atanasio Soldati, Galliano Mazzon, Gianni Monnet e Bruno Munari, il Movimento per l'arte concreta (MAC), del quale contribuì a precisare le posizioni attraverso una prolifica produzione di articoli, saggi e manifesti artistici. Per tutti gli anni cinquanta prende parte a numerose mostre del MAC, in Italia e all'estero: espone i suoi dipinti alla Libreria Salto di Milano nel 1949 e nel 1950 e in numerose collettive, tra le quali la mostra del 1951 alla Galleria Bompiani di Milano, l'esposizione itinerante in Cile e Argentina nel 1952, e la grande mostra Esperimenti di sintesi delle arti, svoltasi nel 1955 nella Galleria del Fiore di Milano.
Nel 1954 risulta componente di una sezione italiana del gruppo ESPACE. Nel 1956 diede il suo contributo alla realizzazione dell'Associazione per il disegno industriale. Si dedicò quindi in maniera pressoché esclusiva all'attività critica sino a metà degli anni ottanta. Solo nel 1986, con la personale presso lo Studio Marconi di Milano, tornò a rendere pubblica la propria produzione pittorica, che ha coltivato anche negli anni successivi.
Nel 1992 si candida alla Camera dei deputati con la Lista Marco Pannella nella circoscrizione di Roma-Viterbo-Latina-Frosinone: ottiene solo 74 voti e non viene eletto.

### Contributi e opere
Considerevole è stato il suo contributo allo sviluppo dell'estetica italiana del dopoguerra, a partire dal Discorso tecnico delle arti (1952), cui hanno fatto seguito tra gli altri Il divenire delle arti (1959) e Nuovi riti, nuovi miti (1965). Nelle sue indagini critiche sull'arte contemporanea Dorfles si è sovente soffermato ad analizzare l'aspetto socio-antropologico dei fenomeni estetici e culturali, facendo ricorso anche agli strumenti della linguistica. È autore di numerose monografie su artisti di varie epoche (Bosch, Dürer, Feininger, Wols, Scialoja); ha inoltre pubblicato due volumi dedicati all'architettura (Barocco nell'architettura moderna, L'architettura moderna) e un famoso saggio sul disegno industriale (Il disegno industriale e la sua estetica, 1963).
Dorfles è il primo, già nel 1951, a vedere tendenze barocche nell'arte moderna (il concetto di neobarocco sarà poi concettualizzato nel 1987 da Omar Calabrese) riferendole all'architettura moderna in: Barocco nell'architettura moderna. Nel 1995 contribuisce al Manifesto dell'antilibro, presentato ad Acquasanta in provincia di Genova, in cui esprime la valenza artistica e comunicativa dell'editoria di qualità e il ruolo del lettore come artista.
A Genova si occupa anche del lavoro del pittore Claudio Costa.
Il 20 settembre 2003 partecipa alla presentazione del libro Materia Immateriale, biografia di Claudio Costa, a cura di Miriam Cristaldi, di cui Dorfles ha scritto la prefazione. L'editore Castelvecchi ha pubblicato Horror Pleni. La (in)civiltà del rumore (2008), in cui analizza come la «scoria massmediatica» dei nostri tempi abbia soppiantato le attività culturali; Conformisti (2009) e Fatti e Fattoidi (2009). Nel 2009 pubblica un inedito d'eccezione: Arte e comunicazione, in cui mette la teoria alla prova con alcune applicazioni concrete particolarmente rilevanti e problematiche come il cinema, la fotografia, l'architettura.
Il 24 marzo 2010 è uscito Irritazioni - Un'analisi del costume contemporaneo, uscito nella collana Le navi dell'editore Castelvecchi. Con la sua ironia Dorfles ha raccolto le prove della sua inconciliabilità con i tempi che corrono. Nel libro c'è una critica sarcastica e corrosiva all'attuale iperconsumismo. Nel settembre 2010, Comunicarte Edizioni, pubblica 99+1 risposte di Gillo Dorfles nella collana Carte Comuni. Un'intervista "lunga un secolo" con la quale il critico ripercorre la sua vita e alcuni incontri d'eccezione: da Italo Svevo a Andy Warhol, da Leo Castelli a Leonor Fini.
Il 13 gennaio 2017 la Triennale di Milano ospita la mostra Vitriol, disegni di Gillo Dorfles 2016 a cura di Aldo Colonetti e Luigi Sansone; Vitriol è un simbolo alchemico, acronimo del motto rosacrociano “Visita Interiora Terrae Rectificando Invenies Occultum Lapidem” (Visita l'interno della terra, operando con rettitudine troverai la pietra nascosta).
Nel 2017, assieme ad artisti e autori come Giovanni Anceschi, Enrico Baj, Gualtiero Marchesi, Maria Mulas e Giulia Niccolai, ha partecipato al numero quattordici di BAU.
Nei libri di storia dell'arte per le scuole superiori cita lo storico Giovanni Carnevale al riguardo della chiesa san Claudio al Chienti come possibile costruzione Carolingia e che sia la Cappella Palatina di Carlo Magno.

### Morte
Morì a Milano, nella sua casa di piazzale Lavater, il 2 marzo 2018, poco più di un mese prima di compiere 108 anni.

## Vita privata
Era zio di Piero Dorfles, critico letterario della trasmissione televisiva Per un pugno di libri (il padre di Piero, Giorgio, era fratello di Gillo).

## Premi e riconoscimenti

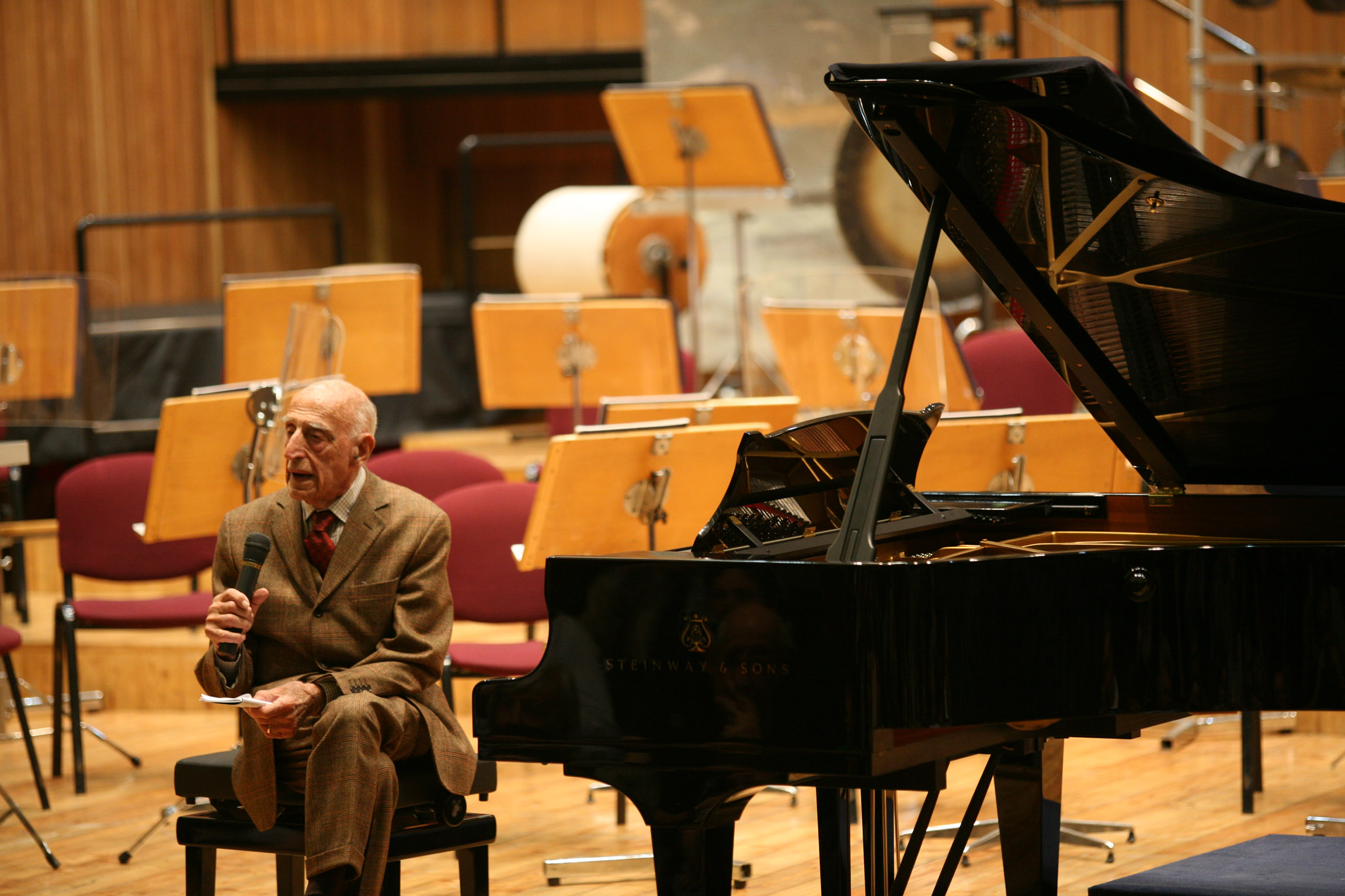
Gillo Dorfles (2008)

Tra i riconoscimenti ricevuti: Compasso d'oro dell'associazione per il design industriale (ADI), Medaglia d'oro della Triennale, Premio della critica internazionale di Gerona, Franklin J. Matchette Prize for Aesthetics. È stato insignito dell'Ambrogino d'oro dalla città di Milano, del Grifo d'Oro di Genova e del San Giusto d'Oro di Trieste.
È stato Accademico onorario di Brera e Albertina di Torino, membro dell'Accademia del Disegno di Città del Messico, Fellow della World Academy of Art and Science, dottore honoris causa del Politecnico di Milano e dell'Università Autonoma di Città del Messico.
Nell'aprile 2007, l'Università degli Studi di Palermo gli conferì la laurea honoris causa in Architettura. Il 13 novembre 2012, ricevette dall'Università di Cagliari la laurea honoris causa in Lingue moderne.

## Opere
- Barocco nell'architettura moderna, Collana studi monografici d'architettura n.2, Libreria Editrice Politecnica Tamburini, 1951,  pp. 96, 66 illustrazioni.
- Discorso tecnico delle arti, Collana Saggi di varia umanità, Pisa, Nistri-Lischi, 1952. - Collana Il pensiero dell'arte, Milano, Marinotti, 2004, ISBN 978-88-827-3050-5.
- L'architettura moderna, Collana serie sapere tutto, Milano, Garzanti, 1954.
- Le oscillazioni del gusto e l'arte moderna, Collana Forma e vita, Milano, Lerici, 1958.
- Il divenire delle arti, Collana Saggi n.243, Torino, Einaudi, 1959. - IV ed. accresciuta, Torino, Einaudi, 1967; Collana Reprints n.63, Einaudi, 1975; Bompiani, 1996.
- Ultime tendenze nell'arte d'oggi, Collana UEF n.356, Milano, Feltrinelli, 1961. - edizioni rivedute e ampliate apparse nei decenni successivi; XXVII ed., UEF, Milano, Feltrinelli, 2015.
- Simbolo, comunicazione, consumo, Collana Saggi, Torino, Einaudi, 1962.
- Il disegno industriale e la sua estetica, Bologna, Cappelli, 1963.
- Kitsch e cultura, in Aut Aut, 1,1, 1963.
- Nuovi riti, nuovi miti, Collana Saggi n.357, Torino, Einaudi, 1965. - Collana paperbacks, Milano, Skira, 2003, ISBN 978-88-849-1422-4.
- L'estetica del mito (da Vico a Wittgenstein), Milano, Mursia, 1967.
- Kitsch: antologia del cattivo gusto, con i contributi di John McHale, Karl Pawek, Ludwig Giesz, Lotte H. Eisner, Ugo Volli, Vittorio Gregotti, Aleksa Čelebonovič, saggi di Hermann Broch e Clement Greenberg, Collana Antologie e saggi n.3, Milano, Gabriele Mazzotta Editore, 1968. - Nuova Introduzione dell'Autore, V ed., Mazzotta, 1990, ISBN 978-88-202-0073-2; Collana Illustrati, Milano-Firenze, Bompiani, 2023, ISBN 978-88-301-0419-8.
- Artificio e natura, Collana Saggi n.426, Torino, Einaudi, 1968. - Milano, Skira, 2003, ISBN 978-88-572-1601-0.
- Le oscillazioni del gusto. L'arte d'oggi tra tecnocrazia e consumismo, Collana Piccola Biblioteca n.137, Torino, Einaudi, 1970. - Milano, Skira, 2004, ISBN 978-88-849-1905-2.
- Senso e insensatezza nell'arte d'oggi, ellegi edizioni, 1971.
- L'architettura moderna. Le origini dell'architettura contemporanea • I quattro grandi: Wright, Le Corbusier, Gropius, Mies van der Rohe • Dall'espressionismo all'organicismo «razionalizzato», dall'«ornamented modern» al brutalismo, ai più avveniristici tentativi attuali, Collana I Garzanti, Milano, Garzanti, 1972.
- Dal significato alle scelte, Collana Saggi n.517, Torino, Einaudi, 1973. - a cura di Massimo Carboni, Collana I Timoni, Roma, Castelvecchi, 2010, ISBN 978-88-761-5508-6.
- Il divenire della critica, Collana Saggi n.563, Torino, Einaudi, 1976.
- Le buone maniere, Milano, Mondadori, 1978.
- Mode & Modi, Collana Antologie e saggi n.10, Milano, Mazzotta, 1979. - II ed. riveduta, Mazzotta, 1990.
- Introduzione al disegno industriale. Linguaggio e storia della produzione di serie, Collana Piccola Biblioteca n.181, Torino, Einaudi, 1980.
- L'intervallo perduto, Collana Saggi, Torino, Einaudi, 1980. - Collana paperbacks, Milano, Skira, 2012, ISBN 978-88-572-1600-3.
- I fatti loro. Dal costume alle arti e viceversa, Collana Saggi, Milano, Feltrinelli, 1983.
- Architettura ambigue. Dal Neobarocco al Postmoderno, Bari, Dedalo, 1984.
- La moda della moda, Collana I turbamenti dell'arte n.8, Genova, Edizioni Costa & Nolan, 1984. - La (nuova) moda della moda), Costa & Nolan, 2010, ISBN 978-88-743-7080-1.
- Elogio della disarmonia. Arte e vita tra logico e mitico, Collana Saggi blu, Milano, Garzanti, 1986, ISBN 978-88-11-59934-0. - Milano, Skira, 2009, ISBN 978-88-572-0135-1.
- Itinerario estetico, Collezione Biblioteca n.52, Milano, Studio Tesi, 1987. - Itinerario estetico. Simbolo mito metafora, a cura di Luca Cesari, Bologna, Editrice Compositori, 2011, ISBN 978-88-779-4733-8.
- Il feticcio quotidiano, Collana Campi del sapere, Milano, Feltrinelli, 1988, ISBN 978-88-07-10104-5. - a cura di Massimo Carboni, Collana I Timoni, Roma, Castelvecchi, 2012, ISBN 978-88-761-5439-3.
- Intervista come autopresentazione, con VII tavole di Giulio Paolini, Collana Scritti dall'arte, Tema Celeste Edizioni, 1992.
- Preferenze critiche. Uno sguardo sull'arte visiva contemporanea, Nuova Biblioteca, Bari, Dedalo, 1993, ISBN 978-88-220-6142-3.
- Design: percorsi e trascorsi, Collana Design e comunicazione, Bologna, Lupetti, 1996, ISBN 978-88-86302-80-7. - Nuova ed. aggiornata, a cura di Fulvio Carmagnola, Lupetti, 2010.
- Conformisti, Collana Saggine, Roma, Donzelli, 1997, ISBN 978-88-7989-327-5.
- Fatti e fattoidi. Gli pseudoeventi nell'arte e nella società, Vicenza, Neri Pozza, 1997. - a cura di Massimo Carboni, Roma, Castelvecchi, 2009, ISBN 978-88-761-5335-8.
- Irritazioni. Un'analisi del costume contemporaneo, Collana Attraverso lo specchio, Luni, 1997, ISBN 978-88-7984-046-0. - a cura di Massimo Carboni, Collana I Timoni, Roma, Castelvecchi, 2010, ISBN 978-88-761-5383-9.
- Scritti di Architettura (1930-1998), a cura di L. Tedeschi, Milano, Mendrisio Academy Press, 2000, ISBN 978-88-87624-09-0.
- Gillo Dorfles-Flavia Puppo, Dorfles e dintorni, Collana Le vele, Milano, Archinto, 2005, ISBN 978-88-7768-429-5.
- Lacerti della memoria. Taccuini intermittenti, Collana Quadrifogli, Bologna, Editrice Compositori, 2007, ISBN 978-88-7794-567-9.
- L'artista e il fotografo, Verso l'Arte, 2008, ISBN 978-88-95894-16-4.
- Conformisti. La morte dell'autenticità, a cura di Massimo Carboni, Roma, Castelvecchi, 2008, ISBN 978-88-7615-260-3.
- Horror Pleni. La (in)civiltà del rumore, Collana I Timoni, Roma, Castelvecchi, 2008, ISBN 978-88-7615-225-2.
- Arte e comunicazione. Comunicazione e struttura nell'analisi di alcuni linguaggi artistici, Collana Saggi, Milano, Mondadori Education, 2009, ISBN 978-88-370-7059-5.
- Inviato alla Biennale, a cura di A. De Simone, Milano, Scheiwiller, 2010, ISBN 978-88-7644-632-0.
- 99+1 risposte, a cura di Lorenzo Michelli, Trieste, Comunicarte Edizioni, 2010, ISBN 978–88–6287–055–9.
- Movimento Arte Concreta (1948-1958), a cura di Luigi Sansone e N. Ossanna Cavadini, Milano, Mazzotta, 2010, ISBN 978-88-202-1952-9.
- Poesie, Campanotto Editore, 2012, ISBN 978-88-456-1347-0.
- L'ascensore senza specchio, Quaderni di prosa e di invenzione n.9, Milano, Edizioni Henry Beyle, 2012.
- Kitsch: oggi il kitsch, a cura di Aldo Colonetti et al., Bologna, Editrice Compositori, 2012, ISBN 978-88-7794-771-0.
- Arte con sentimento. Conversazione con Gillo Dorfles, a cura di Marco Meneguzzo, Collana Polaroid, Milano, Medusa Edizioni, 2014, ISBN 978-88-7698-300-9.
- Essere nel tempo, a cura di Achille Bonito Oliva, Milano, Skira, 2015, ISBN 978-63-072-3043-2.
- Gli artisti che ho incontrato, a cura di Luigi Sansone, Milano, Skira, 2015, ISBN 978-88-572-2978-2.
- La logica dell'approssimazione, nell'arte e nella vita, a cura di Aldo Colonnetti, Silvana, 2016, ISBN 978-88-366-3436-1.
- Estetica senza dialettica. Scritti dal 1933 al 2014, a cura di Luca Cesari, Collana Il pensiero occidentale, Milano, Bompiani, 2016, ISBN 978-88-452-8095-5.
- Paesaggi e personaggi, a cura di Enrico Rotelli, Milano, Bompiani, 2017, ISBN 88-452-9407-2.
- La mia America, a cura di Luigi Sansone, Milano, Skira, 2018, ISBN 978-88-572-3807-4.
- Estetica dovunque, Introduzione di Massimo Cacciari, Nota di Umberto Eco e un Dialogo di Aldo Colonnetti, Collana Tascabili. Saggi, Milano-Firenze, Bompiani, 2022, ISBN 978-88-301-0964-3. [contiene: Artificio e natura, Intervallo perduto, Elogio della disarmonia, Horror pleni]
- Abbecedario, Prefazione di Piero e Giorgetta Dorfles, Collana Illustrati, Milano-Firenze, Bompiani, 2021, ISBN 978-88-301-0417-4.
- L'imprevedibile disarmonia dell'arte. Opere dal 1940 al 2011, a cura di Giulia Tolino, Roma, Aleandri, 2022.

### Saggi e articoli
- "Interviene Gillo Dorfles", in alterlinus, gennaio/febbraio 1985.
- "Calligaro: parole e immagini", in Preferenze critiche, Dedalo, 1993.
- "Né moduli, né rimedi", in Agalma, no. 3, giugno 2002, pp. 27–31.
- "Disarmonia, asimmetria, wabi, sabi", in Agalma, no. 6, settembre 2003, pp. 55–58.
- "Feticcio", in Agalma, no. 16, settembre 2008, pp. 16–17.
- "Paolo Barozzi", in Da Duchamp agli Happening. Articoli pubblicati su Il Mondo di Pannunzio e altri scritti, Campanotto Editore, 2013.

### Traduzioni
- Rudolf Arnheim, Arte e percezione visiva, Milano, Feltrinelli, 1962.
- Rudolf Arnheim, Guernica. Genesi di un dipinto, Milano, Feltrinelli, 1964.